# Krukt piligyna
Espèce
Krukt piligyna est une espèce d'araignées aranéomorphes de la famille des Zoropsidae.

## Distribution
Cette espèce est endémique du Queensland en Australie. Elle se rencontre sur les monts Finnigan, Hartley et Sampson.

## Description
La carapace du mâle holotype mesure 3,72 mm de long sur 2,96 mm de large, son abdomen mesure 2,92 mm de long sur 2,16 mm de large. La carapace de la femelle paratype mesure 3,76 mm de long sur 2,92 mm de large, son abdomen mesure 4,92 mm de long sur 3,80 mm de large.

## Publication originale
- Raven & Stumkat, 2005 : Revisions of Australian ground-hunting spiders: II. Zoropsidae (Lycosoidea: Araneae). Memoirs of the Queensland Museum, vol. 50, p. 347-423 (texte intégral).